# 允常
允常（いんじょう）は、春秋時代の越の君主。
允常は越侯夫譚の子として生まれた。領土を拡大し、王と称した。『春秋』では子爵とされ、「於越」と号している。越侯允常は民の男女に山に入らせて葛を採らせ、黄絲布を作って呉王に献上した。

## 呉との抗争
紀元前510年、呉が越に侵攻した。
紀元前505年、呉王闔閭が楚に侵攻している隙に、越の允常は呉に侵攻した。
紀元前496年、允常は死去した。太子の勾践が父の後を嗣いで越王として即位した。允常の喪中の隙を狙って、呉王闔閭は越に攻め寄せた（欈李の戦い）。